# Sheila Levrant de Bretteville
Sheila Levrant de Bretteville (* 1940 in Brooklyn, New York City) ist eine US-amerikanische Grafikdesignerin, Feministin und Pädagogin. Des Weiteren gestaltete sie Kunstwerke im öffentlichen Raum, welche man unter anderem in Hongkong, Russland, New York und Los Angeles finden kann. De Bretteville ist die erste Frau, die je eine Anstellung auf Lebenszeit an der Yale University School of Art erhielt, an der sie bis heute Direktorin des Studiengangs Grafikdesign ist. Sie ist außerdem bekannt als Mitbegründerin des historischen Woman’s Building in Los Angeles.

## Frühes Leben und Bildung
Sheila Levrant de Bretteville wurde 1940 in Brooklyn, New York City, geboren. Sie und ihre 15 Jahre ältere Schwester sind die Kinder von polnischen Einwanderern. De Brettevilles Vater starb, als sie 16 Jahre alt war.
In ihrer Jugend besuchte sie die Abraham Lincoln High School, an der sie eine der Schüler war, die den Grafikdesign-Kurs von Leon Friend besuchen konnten. Dieser war der damalige Leiter der Kunstabteilung und wie Sheilas Eltern auch ein polnischer Einwanderer. Leon Friend zeigte den Schülern die Werke sozial engagierter Künstler und Grafikdesigner wie Käthe Kollwitz, Ben Shahn, Cassandre und Savignac. In dieser Zeit begann de Bretteville Grafikdesign als einen wichtigen kulturellen Bestandteil anzusehen, der die Umgebung beeinflusst, in der man lebt.
Der Grafikdesign-Kurs inspirierte und bewegte sie dazu, nach der High School Kunstgeschichte am Barnard College für Frauen in New York City zu studieren. Nach ihrem B.A.-Abschluss im Jahre 1962 bewarb de Bretteville sich an der Yale University und wurde mit einem Vollstipendium angenommen. Sie war nur eine von 3 Frauen in einer Klasse von 15 Studenten. 1964 schloss sie mit einem Master of Fine Arts in Grafikdesign ab.

## Karriere
Zwei Jahre später kehrte sie zurück an die Yale und arbeitete bis 1967 in der Yale University Press. Im Anschluss zog sie mit Peter de Bretteville nach Mailand in Italien und arbeitete dort unter anderem in einem Designstudio von Olivetti. Im Herbst 1969 kamen sie nach New York zurück, wo Sheila eine Stelle in einem Büro von Robert Mangurian und Craig Hodgetts annahm. Kurz nachdem Craig zum stellvertretenden Dekan der School of Design am California Institute of the Arts in Los Angeles ernannt worden war, bat man de Bretteville, das Branding der neu gegründeten Hochschule zu übernehmen.
Sheila und ihr Ehemann zogen noch im selben Jahr nach Los Angeles, das sich neben New York und Chicago als eines der wichtigsten Orte der Frauenbewegung in den USA etabliert hatte. Dort übernahm sie 1970 das Design sowie die Redaktion einer Sonderausgabe von “Arts in Society”, die sich mit der Gründung des neuen California Institute of the Arts beschäftigte. Auf Anfrage des Dekans Richard Farson der School of Design am CalArts trat sie dem Fachbereich Design bei. Da sie bis zu diesem Zeitpunkt noch keine eigenen Lehrerfahrungen hatte sammeln können, bezog sie sich bei der Gestaltung des Curriculums auf ihre vergangenen Projekte an der Yale University sowie auf Texte über Designausbildung und Pädagogik, wie die des Autors und Pädagogen Paulo Freire.
De Bretteville hatte großes Interesse an radikalen Feministinnen wie Shulamith Firestone und Eva Figes, deren Werke sie in ihren Unterricht einbrachte. Ein Jahr nachdem sie am CalArts angestellt worden war, bekam sie die Erlaubnis des Dekans, ihre zwei Unterrichtstage pro Woche zu verwenden, um Kurse nur für Frauen zu leiten. So entstand der erste Studiengang für Frauendesign am CalArts.
Ihre Kurse ergänzten Designstudien und -übungen mit feministischer Analyse und persönlicheren Consciousness-Raising-Diskussionen. In einem Artikel von “It’s Nice That” beschreibt sie: “We were meeting around ideas and about experiences that I think women wouldn’t have spoken about if they were in a mixed room.” (deutsch: „Wir sprachen über Ideen und Erfahrungen, über die Frauen in gemischten Räumen nicht gesprochen hätten.“)

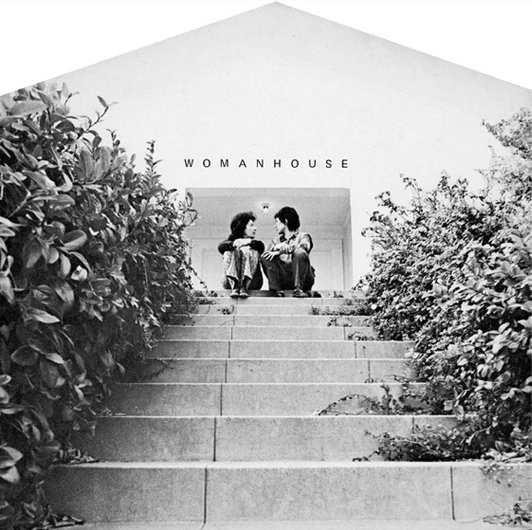
Fotografie von Sheila Levrant de Bretteville. Cover des Ausstellungskatalogs „Womanhouse“ (30. Januar – 28. Februar 1972)

Am CalArts traf sie die Künstlerin Judy Chicago und die Kunsthistorikerin Arlene Raven. 1973 verließen sie gemeinsam die Kunsthochschule und gründeten das Woman’s Building in Los Angeles, ein öffentliches Kunst- und Bildungszentrum für Frauenkultur. Im Woman’s Building befand sich der ebenfalls von ihnen gegründete Feminist Studio Workshop, ein 2-jähriges Studienprogramm für feministische Kunst, an dem ausschließlich Frauen studieren durften. Das Gebäude beinhaltete noch weitere Institutionen, bspw. den Sisterhood Bookstore, das Women’s Improvisational Theatre und das Women’s Graphic Center, das de Bretteville mitbegründete. Sie unterrichtete im FSW und gab Kurse im Women’s Graphic Center. Ihre Lehrtätigkeit war geprägt von einem egalitären Prozess, indem die Studentinnen Projekte gestalteten, denen ihre eigenen Erfahrungen als Frau zugrunde lagen.
1981 gründete sie den Fachbereich Kommunikationsdesign am Otis Art Institute of the Parsons School of Design in Los Angeles, dessen Vorsitzende sie bis 1990 war.
1990 wurde sie zur Direktorin des Studiengangs für Grafikdesign sowie zur ersten Frau mit Anstellung auf Lebenszeit an der Yale School of Art, an der sie in den 1960ern ihren MFA gemacht hatte. Dort bewirkte sie mit ihren innovativen Lehrmethoden große und langfristige Veränderungen, welche im Gegensatz zu den Werten moderner Designtheorie standen, die an der Yale vermittelt wurden. Paul Rand, bereits Mitglied des Fachbereichs seit den späten 1950ern, kündigte als Reaktion auf ihre Anstellung und bewegte seinen Kollegen Armin Hofmann, es ihm gleichzutun.
Sheila Levrant de Bretteville wurde bereits mit mehreren Ehrendoktorwürden ausgezeichnet, u. a. vom Moore College of Art in Philadelphia, dem Maryland Institute College of Art in Baltimore, dem California College of the Arts in Oakland und dem California Institute of the Arts in Valencia.

## Werk

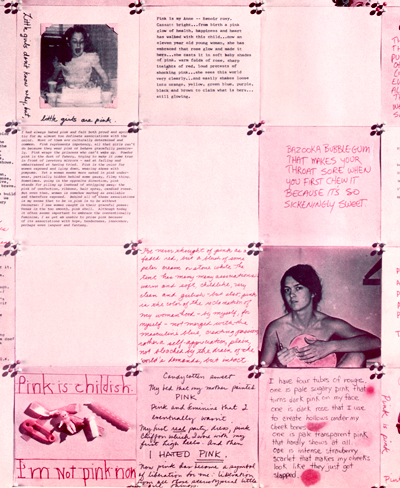
Posterdetail, Poster von Sheila Levrant de Betteville, 1973

De Bretteville schafft partizipatorische Werke, die auch Nicht-Gestaltern mit in den Entstehungsprozess einbezieht. Ihre Arbeit ist geprägt von der Überzeugung, dass Design Gemeinschaften zelebrieren, unterstützen und ermutigen kann. Dies erkennt man an einer von ihr gestalteten Sonderausgabe der Everywoman-Zeitschrift aus dem Jahr 1970. In dieser gestaltete sie das Layout im Sinne des Consciousness-Raising-Formats, in dem jede Stimme gleichberechtigt ist. In der Zeitschrift erhielten alle Autoren eine eigene Doppelseite mit gleich viel Platz, ohne Berücksichtigung auf die Hierarchie der Zeitschrift. Die Auflösung der Hierarchie war ein Weg, um dem Patriarchat entgegenzuwirken.
Besonders bekannt ist Sheila Levrant de Bretteville für ihr Werk Pink. 1973 wurde sie vom American Institute of Graphic Arts gebeten, für eine Ausstellung ein Kunstwerk mit den Maßen 30”x30” über eine Farbe ihrer Wahl zu gestalten, woraufhin sie sich für die Farbe Pink entschied. Sie unterteilte den 30” großen Bereich in pinke Quadrate von jeweils 3” auf, von denen sie manche leer ließ und manche an Freunde und Studentinnen des FSW verteilte. Diese schrieben auf die Quadrate, was die Farbe Pink für sie bedeutet und wurden anschließend von de Bretteville in einem Quiltmuster an eine Pinnwand gesteckt.
Ein weiteres bekanntes Werk ist ihre Eyebolt-Kette, welche eine Ringschraube als Anhänger hat, die “Strength without a fist” (deutsch: „Stärke ohne eine Faust”) sowie das biologische Symbol der Frau darstellen soll. Sie gab die ersten dieser Ketten an Arlene Raven und Judy Chicago als sie den Feminist Studio Workshop gründeten, schenkte sie seitdem aber noch an weitere Frauen, die ihre feministischen Werte teilen. Das Eyebolt-Symbol findet sich auch auf dem von ihr gestalteten Plakat für die Women in Design: The Next Decade-Konferenz aus dem Jahr 1974 wieder, für welches sie eine Blueprint-Methode aus der Architektur verwendete.
Neben den anwendungsorientierten Arbeiten im Grafikdesign engagierte sie sich als Künstlerin insbesondere im öffentlichen Raum. Vor allem in den 1980er-Jahren kam es in den USA zu einem größeren Bewusstsein für die Umwelt. Papierfabriken fingen an, Papier aus recycelten Materialien herzustellen und weniger Rohstoffe zu verbrauchen. De Bretteville war daher daran interessiert, in Zukunft eher permanente Werke zu gestalten anstatt Printprodukte von nur kurzer Lebensdauer. Sie wollte Objekte schaffen, die sich dauerhaft an einem Ort befinden und die Menschen dieser Orte widerspiegeln und unterstützen, so wie auch in ihren partizipatorischen Werken im Grafikdesign, insbesondere bei den von ihr gestalteten Sonderausgaben der Aspen Times oder Arts in Society. Sowohl ihre grafische Arbeit als auch ihre Kunst im öffentlichen Raum verbindet der Gedanke, dass Personen an der Bedeutung der Produkte oder des Standorts teilhaben sollten. Da ihr Ehemann Architekt war, kam sie in Berührung mit den verschiedenen Möglichkeiten, permanente Werke herzustellen und interessierte sich vor allem für Materialien wie Beton. 1989 schuf sie ihr erstes öffentliches Kunstwerk namens Biddy Mason: Time and Place. Das Werk behandelt das Leben von Biddy Mason, einer afroamerikanischen Hebamme, das sich an deren früheren Zuhause in Los Angeles befand. De Bretteville fand es interessant, wie das Lebenswerk einer einzelnen Person zur Entwicklung einer gesamten Stadt beitragen konnte. Für ihr Werk wählte sie eine Betonmauer, die das Grundstück Masons umgab. Anstatt Objekte der Mauer nur hinzuzufügen, entschied sie sich dafür, die Betonblöcke neu zu gießen und Objekte darin zu integrieren, die mit Biddy Mason in Verbindung standen. Sie strukturierte die Wand ähnlich wie ein Buch. So kann man an der Wand entlang gehen und durch Karten und Textelemente die chronologische Geschichte des Ortes erfahren.

## Werkauswahl

### Grafikdesign
- 1990: Elvis Mitchell/Ben Fong-Torres: The Motown Album: The Sound of Young America. St. Martins Press, 1990, ISBN 978-0-312-04517-3
- 1993: Dorothy Norman/Edward Abrahams: Intimate Visions: The Photographs of Dorothy Norman. San Francisco, 1993, ISBN 0-8118-0399-6
- 1971: Sonderausgabe der The Aspen Times
- 1970: Taste and style just aren’t enough
- 1970: Sonderausgabe der Arts in Society: A Prologue to a Community
- 1970: Sonderausgabe der Everywoman Newspaper
- 1973: Pink
- 1974: Women in Design-Konferenzposter

### Kunst im öffentlichen Raum
- 1983: Central Market, Los Angeles, USA
- 1989: Biddy Mason: Time and Place, Los Angeles, USA
- 1993: Path of Stars, New Haven, USA
- 1994: West End Echoes, Boston, Massachusetts, USA
- 1995: Omoide no Shotokyo, Los Angeles, USA
- 1998: Search: Literature, Flushing, New York City, USA
- 1999: At the start … At long last …, Inwood-207th Street station, New York City, USA
- 2000: Workers Constellation: Take a break … Out to lunch … Back to Work, Cranston, Rhode Island
- 2003: Hillhouse, New Haven, USA
- 2006: Step(pe), Jekaterinburg, Russland

## Auszeichnungen (Auswahl)
- 1971: Communication Arts Award, American Institute of Graphic Arts, für Special Issue of Arts in Society: Prologue to a community, 1970
- 1972: Communication Arts Award, American Institute of Graphic Arts, für Special IDCA ‘71 Issue of the Aspen Newspaper
- 1992: Parthenia Award, Association for Women in America Architecture and California Women in Environments Design
- 1993: Golden Light Awards Book of the Year, für Intimate Visions: The Photographs of Dorothy Newman
- 1993: Elm and Ivy Award, The Community Foundation for Greater New Haven
- 2004: „Design Legend“ Gold Medal, American Institute of Graphic Arts
- 2005: Best Public Artwork of the year, für Step(pe), Americans for the Arts
- 2009: „Grandmaster“ award, New York Directors Club
- 2012: Distinguished Alumna Award, Barnard College, Columbia University

## Gruppenausstellungen (Auswahl)
- 1976: Images of an Era: The American Poster 1945–1975; The Contemporary Arts Museum, Houston
- 1985: At Home; Long Beach Museum of Art, California
- 1986: Arachne & Athena: An Invitation to Dinner; Sheinbaum Gallery, New York
- 1988: Universal/Unique; Rosenwald-Wolf Art Gallery, Philadelphia
- 1990: Graphic Design USA; The Walker Art Center, und in den IBM Galleries
- 1994: The Lure of the Local, exhibition of public arts projects; University of Colorado Art Galleries
- 2000: Design Culture Now; Cooper Hewitt Smithsonian Institution, New York
- 2000: Public Art, USA; Palace of Architects, Moskau, und Palace of Architects, Nizhny Novgorod, Russland
- 2009: WACK! Art and the Feminist Revolution; Museum of Modern Art PS1, New York, und im Geffen Museum of Contemporary Art, Los Angeles
- 2011: Doing it in Public! The Woman’s Building; Ben Maltz Gallery, Los Angeles
- 2011–2012: Now Dig This! Art and Black Los Angeles, 1960–1980; Hammer Museum, Los Angeles und Museum of Modern Art PS1, New York
- 2015: Hippie Modernism: Searching for Utopia, 1965–1980; The Walker Art Center, Minneapolis